# Championnat III d'Europe masculin de hockey sur gazon 2023
Navigation
Lousada 2021 2025
Le Championnat III d'Europe masculin de hockey sur gazon 2023 sera la 10e édition du Championnat III d'Europe masculin de hockey sur gazon, le troisième niveau des championnats masculins d'Europe et de hockey sur gazon organisés par le Fédération européenne de hockey. Il se tiendra du 24 au 29 juillet 2023 à Skierniewice, en Pologne.

## Équipes qualifiées
Les six équipes se sont qualifiées sur la base de leurs performances lors des Qualifications de l'Euro 2023, les équipes quatrièmes et les deux équipes sur base du classement mondial se qualifiant pour l'Euro III.
| Événement                     | Dates             | Lieu    | Quotas | Qualifiés    |
| ----------------------------- | ----------------- | ------- | ------ | ------------ |
| Pays hôte                     | 21 septembre 2022 | NC      | 1      | Pologne      |
| Qualifications de l'Euro 2023 | 23 - 27 août 2022 | Calais  | 3      | Lituanie     |
| Qualifications de l'Euro 2023 | 23 - 27 août 2022 | Vienne  | 3      | Croatie      |
| Qualifications de l'Euro 2023 | 23 - 27 août 2022 | Glasgow | 3      | Gibraltar    |
| Classement mondial            | 21 septembre 2022 | NC      | 2      | Malte Serbie |
| Total                         | Total             | Total   | 6      |              |

## Critères
En cas d'égalité de points de plusieurs équipes à l'issue des matchs de poule, les critères suivants sont appliqués dans l'ordre indiqué pour établir leur classement:
1. Points de chaque équipe,
2. Matchs gagnés,
3. Différence de buts,
4. Buts pour,
5. Plus grand nombre de points obtenus dans les matchs de poule disputés entre les équipes concernées,
6. Buts marqués en plein jeu.

## Poule
Toutes les heures correspondent à CEST (UTC+2)
| Rang | Équipe      | Pts | J | G | N | P | Bp | Bc | Diff |
| ---- | ----------- | --- | - | - | - | - | -- | -- | ---- |
| 1    | Pologne H R | 15  | 5 | 5 | 0 | 0 | 45 | 1  | +44  |
| 2    | Croatie R   | 12  | 5 | 4 | 0 | 1 | 22 | 10 | +12  |
| 3    | Gibraltar   | 9   | 5 | 3 | 0 | 2 | 16 | 16 | 0    |
| 4    | Malte       | 4   | 5 | 1 | 1 | 3 | 14 | 16 | -2   |
| 5    | Lituanie    | 4   | 5 | 1 | 1 | 3 | 13 | 18 | -5   |
| 6    | Serbie      | 0   | 5 | 0 | 0 | 5 | 2  | 51 | -49  |

| 24 juillet 2023 | Croatie   | 3 - 1  | Lituanie  |
| 24 juillet 2023 | Gibraltar | 3 - 2  | Malte     |
| 24 juillet 2023 | Pologne   | 23 - 0 | Serbie    |
| 25 juillet 2023 | Gibraltar | 7 - 2  | Lituanie  |
| 25 juillet 2023 | Serbie    | 0 - 7  | Croatie   |
| 25 juillet 2023 | Pologne   | 6 - 0  | Malte     |
| 26 juillet 2023 | Serbie    | 0 - 5  | Gibraltar |
| 26 juillet 2023 | Lituanie  | 2 - 2  | Malte     |
| 26 juillet 2023 | Croatie   | 1 - 6  | Pologne   |
| 28 juillet 2023 | Lituanie  | 8 - 2  | Serbie    |
| 28 juillet 2023 | Malte     | 2 - 5  | Croatie   |
| 28 juillet 2023 | Gibraltar | 0 - 6  | Pologne   |
| 29 juillet 2023 | Malte     | 8 - 0  | Serbie    |
| 29 juillet 2023 | Croatie   | 6 - 1  | Gibraltar |
| 29 juillet 2023 | Pologne   | 4 - 0  | Lituanie  |

| Match 1               | Croatie                            | 3 - 1   | Lituanie       |                                         |                                         |
| 24 juillet 2023 09h00 | Jazbec 24e · Žlimen 37e · Fujs 37e | (1 - 1) | 14e Ridlauskas | Arbitrage : Marius Cuadrat Sammy Howard | Arbitrage : Marius Cuadrat Sammy Howard |
| 24 juillet 2023 09h00 | Rapport                            |         |                | Arbitrage : Marius Cuadrat Sammy Howard | Arbitrage : Marius Cuadrat Sammy Howard |

| Match 2               | Gibraltar                                 | 3 - 2   | Malte                             |                                                   |                                                   |
| 24 juillet 2023 11h15 | Bossano-Anes 19e · López 22e · Balban 32e | (2 - 0) | 50e Z. Degiovanni · 60e S. Plaehn | Arbitrage : Lukasz Zwierzchowski Karolis Donculas | Arbitrage : Lukasz Zwierzchowski Karolis Donculas |
| 24 juillet 2023 11h15 | Rapport                                   |         |                                   | Arbitrage : Lukasz Zwierzchowski Karolis Donculas | Arbitrage : Lukasz Zwierzchowski Karolis Donculas |

| Match 3               | Pologne | 23 - 0  | Serbie |                                           |                                           |
| 24 juillet 2023 13h30 | Nowakowski 1e · Jarzyński 2e, 14e, 25e, 29e, 43e, 49e, (2x)60e · Pawlak 19e · Bembenek 21e, 34e, 41e, 48e · Jarzembowski 23e, 47e, 48e · Popowski 38e · Małecki 38e · Głowacki 39e · Kurowski 53e · Koperski 58e · Wachowiak 59e | (8 - 0) |        | Arbitrage : David Sweetman Andrija Flikač | Arbitrage : David Sweetman Andrija Flikač |
| 24 juillet 2023 13h30 | Rapport |         |        | Arbitrage : David Sweetman Andrija Flikač | Arbitrage : David Sweetman Andrija Flikač |

| Match 4               | Gibraltar                                                                           | 7 - 2   | Lituanie                         |                                          |                                          |
| 25 juillet 2023 15h30 | López 2e · J. Hernández 14e, 60e · Balban 25e · Caetano 38e, 51e · Bossano-Anes 39e | (3 - 1) | 12e Jackevicius · 44e Ridlauskas | Arbitrage : David Sweetman Edward Hughes | Arbitrage : David Sweetman Edward Hughes |
| 25 juillet 2023 15h30 | Rapport                                                                             |         |                                  | Arbitrage : David Sweetman Edward Hughes | Arbitrage : David Sweetman Edward Hughes |

| Match 5               | Croatie                                              | 7 - 0   | Serbie |                                               |                                               |
| 25 juillet 2023 17h45 | Sluga 9e · Krleža 17e, 18e, 21e, 28e · Fujs 39e, 60e | (5 - 0) |        | Arbitrage : Lukasz Zwierzchowski Sammy Howard | Arbitrage : Lukasz Zwierzchowski Sammy Howard |
| 25 juillet 2023 17h45 | Rapport                                              |         |        | Arbitrage : Lukasz Zwierzchowski Sammy Howard | Arbitrage : Lukasz Zwierzchowski Sammy Howard |

| Match 6               | Pologne                                                             | 6 - 0   | Malte |                                             |                                             |
| 25 juillet 2023 20h00 | Bembenek 15e, 51e, 60e · Kurowski 26e · Nowakowski 36e · Pawlak 57e | (2 - 0) |       | Arbitrage : Andrija Flikač Karolis Donculas | Arbitrage : Andrija Flikač Karolis Donculas |
| 25 juillet 2023 20h00 | Rapport                                                             |         |       | Arbitrage : Andrija Flikač Karolis Donculas | Arbitrage : Andrija Flikač Karolis Donculas |

| Match 7               | Gibraltar                                                     | 5 - 0   | Serbie |                                             |                                             |
| 26 juillet 2023 15h30 | Balban 6e, 36e · Stagno 21e · J. Hernández 22e · Cerisola 55e | (3 - 0) |        | Arbitrage : David Sweetman Karolis Donculas | Arbitrage : David Sweetman Karolis Donculas |
| 26 juillet 2023 15h30 | Rapport                                                       |         |        | Arbitrage : David Sweetman Karolis Donculas | Arbitrage : David Sweetman Karolis Donculas |

| Match 8               | Lituanie                       | 2 - 2   | Malte                          |                                               |                                               |
| 26 juillet 2023 17h45 | Stankevič 15e · Pocevicius 27e | (2 - 0) | 55e T. Degiovanni · 60e Bajada | Arbitrage : Lukasz Zwierzchowski Sammy Howard | Arbitrage : Lukasz Zwierzchowski Sammy Howard |
| 26 juillet 2023 17h45 | Rapport                        |         |                                | Arbitrage : Lukasz Zwierzchowski Sammy Howard | Arbitrage : Lukasz Zwierzchowski Sammy Howard |

| Match 9               | Pologne                                                                   | 6 - 1   | Croatie  |                                          |                                          |
| 26 juillet 2023 20h00 | Koperski 18e · Nowakowski 19e · Bembenek 20e, 22e · Jarzembowski 24e, 27e | (6 - 1) | 29e Fujs | Arbitrage : Marius Cuadrat Edward Hughes | Arbitrage : Marius Cuadrat Edward Hughes |
| 26 juillet 2023 20h00 | Rapport                                                                   |         |          | Arbitrage : Marius Cuadrat Edward Hughes | Arbitrage : Marius Cuadrat Edward Hughes |

| Match 10              | Lituanie | 8 - 2   | Serbie                          |                                          |                                          |
| 28 juillet 2023 09h00 | Balbatunovas 13e, 29e · Sinkevičius 17e, 34e · Aleknavičius 27e · Pocevicius 28e · Ridlauskas 30e · Stankevič 54e | (6 - 1) | 16e A. Losonci · 45e Marjanušić | Arbitrage : Andrija Flikač Edward Hughes | Arbitrage : Andrija Flikač Edward Hughes |
| 28 juillet 2023 09h00 | Rapport |         |                                 | Arbitrage : Andrija Flikač Edward Hughes | Arbitrage : Andrija Flikač Edward Hughes |

| Match 11              | Croatie                                                         | 5 - 2   | Malte                     |                                               |                                               |
| 28 juillet 2023 11h15 | Krajinović 21e · Ćaćić 27e · Fujs 34e · Sluga 36e · Mesarić 39e | (2 - 1) | 15e Chircop · 57e Calleja | Arbitrage : Lukasz Zwierzchowski Sammy Howard | Arbitrage : Lukasz Zwierzchowski Sammy Howard |
| 28 juillet 2023 11h15 | Rapport                                                         |         |                           | Arbitrage : Lukasz Zwierzchowski Sammy Howard | Arbitrage : Lukasz Zwierzchowski Sammy Howard |

| Match 12              | Pologne                                                  | 6 - 0   | Gibraltar |                                           |                                           |
| 28 juillet 2023 13h30 | Rutkowski 1e, 16e, 37e, 60e · Bembenek 18e · Małecki 55e | (3 - 0) |           | Arbitrage : Marius Cuadrat David Sweetman | Arbitrage : Marius Cuadrat David Sweetman |
| 28 juillet 2023 13h30 | Rapport                                                  |         |           | Arbitrage : Marius Cuadrat David Sweetman | Arbitrage : Marius Cuadrat David Sweetman |

| Match 13              | Malte                                                                                             | 8 - 0   | Serbie |                                           |                                           |
| 29 juillet 2023 09h30 | T. Degiovanni 6e, 58e, 60e · Calleja 21e · Agius 22e · Z. Degiovanni 29e · Bajada 52e · Zahra 57e | (4 - 0) |        | Arbitrage : Marius Cuadrat David Sweetman | Arbitrage : Marius Cuadrat David Sweetman |
| 29 juillet 2023 09h30 | Rapport                                                                                           |         |        | Arbitrage : Marius Cuadrat David Sweetman | Arbitrage : Marius Cuadrat David Sweetman |

| Match 14              | Gibraltar       | 1 - 6   | Croatie                                                          |                                                   |                                                   |
| 29 juillet 2023 11h45 | J. Hernández 7e | (1 - 4) | 9e, 17e Krleža · 22e Fujs · 23e Grgurev · 40e Ćaćić · 59e Zlatar | Arbitrage : Lukasz Zwierzchowski Karolis Donculas | Arbitrage : Lukasz Zwierzchowski Karolis Donculas |
| 29 juillet 2023 11h45 | Rapport         |         |                                                                  | Arbitrage : Lukasz Zwierzchowski Karolis Donculas | Arbitrage : Lukasz Zwierzchowski Karolis Donculas |

| Match 15              | Pologne                                                  | 4 - 0   | Lituanie |                                          |                                          |
| 29 juillet 2023 14h00 | Rutkowski 12e · Małecki 26e · Pawlak 28e · Bemmbenek 36e | (3 - 0) |          | Arbitrage : Andrija Flikač Edward Hughes | Arbitrage : Andrija Flikač Edward Hughes |
| 29 juillet 2023 14h00 | Rapport                                                  |         |          | Arbitrage : Andrija Flikač Edward Hughes | Arbitrage : Andrija Flikač Edward Hughes |

## Classement final
| Rang | Équipe      | J | V | N | P | BP | BC | +/- | Pts | Classement mondial FIH | Classement mondial FIH | Classement mondial FIH |
| Rang | Équipe      | J | V | N | P | BP | BC | +/- | Pts | Avant                  | Après                  | +/-                    |
| ---- | ----------- | - | - | - | - | -- | -- | --- | --- | ---------------------- | ---------------------- | ---------------------- |
| 17   | Pologne H R | 5 | 5 | 0 | 0 | 45 | 1  | +44 | 15  | 28                     | 26                     | +2                     |
| 18   | Croatie R   | 5 | 4 | 0 | 1 | 22 | 10 | +12 | 12  | 53                     | 40                     | +13                    |
| 19   | Gibraltar   | 5 | 3 | 0 | 2 | 16 | 16 | 0   | 9   | 50                     | 49                     | +1                     |
| 20   | Malte       | 5 | 1 | 1 | 3 | 14 | 16 | -2  | 4   | 73                     | 78                     | -5                     |
| 21   | Lituanie    | 5 | 1 | 1 | 3 | 13 | 18 | -5  | 4   | 70                     | 77                     | -7                     |
| 22   | Serbie      | 5 | 0 | 0 | 5 | 2  | 51 | -49 | 0   | 94                     | 94                     | 0                      |